# Gefecht von Sins
Fischbach – Sins – Villmergen II
Das Gefecht von Sins war eine militärische Auseinandersetzung zwischen den reformierten und katholischen Orten der Eidgenossenschaft während des Zweiten Villmergerkrieges. Sie fand am 20. Juli 1712 in Sins statt, im südlichen Teil der Freien Ämter (im heutigen Kanton Aargau).

## Vorgeschichte
Nach der Schlacht bei Fischbach am 26. Mai besetzten Truppen aus dem reformierten Bern die Freien Ämter. Nach der Kapitulation der Stadt Baden am 1. Juli begannen in Aarau Friedensverhandlungen. Der Hauptteil der Truppen lagerte in Muri, eine 100 Mann starke Vorhut bezog Stellungen in Sins und bewachte den westlichen Brückenkopf der Reussbrücke Sins–Hünenberg. Rund 150 Soldaten aus dem katholischen Zug sicherten den östlichen Brückenkopf.
Obwohl Luzern und Uri am 18. Juli die Friedensbedingungen akzeptierten, scheiterten die Verhandlungen. Angestachelt durch den päpstlichen Nuntius, beschlossen die Landsgemeinden von Schwyz, Zug und Unterwalden, erneut die Waffen gegen die reformierten Orte zu erheben. Unruhen zwangen auch die Regierungen Luzerns und Uris zu diesem Schritt. Währenddessen verstärkten die Berner am 15./16. Juli ihre Präsenz in Sins auf 1'000 Mann und zwei Kanonen.

## Verlauf
Rund 5'000 Innerschweizer gelangten am Abend des 19. Juli über die Brücke im luzernischen Gisikon und Dietwil unerkannt kurz vor Sins. Am frühen Morgen des 20. Juli nahmen sie die südlich des Dorfes gelegene Brücke ein. Ein Teil des überraschten Berner Kontingents floh der Reuss entlang in Richtung Mühlau. Die übrigen Berner, rund 600 Mann, zogen sich hinter die Umfassungsmauer des etwas erhöht gelegenen Kirchenbezirks zurück. Aufgrund ihrer überlegenen Schusswaffen konnten die zahlenmässig weit unterlegenen Berner den angreifenden Innerschweizern grosse Verluste zufügen.
Schliesslich gelang es jedoch den Angreifern, das Mauertor zu sprengen und bis zur Pfarrkirche Mariä Geburt vorzudringen. Etliche Verteidiger entkamen über die weniger stark bedrängte Nordseite der Mauer, während andere sich in der Kirche verschanzten. Selbst im Kirchenraum kam es zu Kämpfen. Einige Berner, die in den Kirchturm geflohen waren, wurden ausgeräuchert und stürzten sich zu Tode.
Der verlustreiche Sieg erwies sich für die Innerschweizer letztlich als bedeutungslos. Fünf Tage später unterlagen sie den Bernern bei der entscheidenden Zweiten Schlacht von Villmergen. Der am 11. August geschlossene Friede von Aarau beendete den Krieg und die politische Vormachtstellung der Katholiken in der Eidgenossenschaft.